# Лугинська селищна рада
Луги́нська се́лищна ра́да (до 1967 року — Лугинська сільська рада) — орган місцевого самоврядування Лугинської селищної територіальної громади Коростенського району Житомирської області з розміщенням в селищі Лугини.

## Склад ради

### VIII скликання
Рада складається з 26 депутатів та голови.
25 жовтня 2020 року, на чергових місцевих виборах, було обрано 26 депутатів ради, з них (за суб'єктами висування): «Слуга народу» — 5, Всеукраїнське об'єднання «Батьківщина», Радикальна партія Олега Ляшка та «За майбутнє» — по 4, «Наш край» — 3, «Європейська Солідарність», «Опозиційна платформа — За життя» та «Сила і честь» — по 2.
Головою громади обрали позапартійного висуванця «Слуги народу» Петра Мельника, чинного Лугинського селищного голову.

### Перший склад ради громади (2016р.)
Рада складалася з 38 депутатів та голови.
18 грудня 2016 року відбулись перші вибори депутатів до ради громади та Лугинського селищного голови. Було обрано 25 з 26 депутатів, з них: самовисуванці — 11, «Наш край» — 4, Всеукраїнське об'єднання «Батьківщина» — 3, УКРОП та Радикальна партія Олега Ляшка — по 2 депутати, Партія зелених України, Всеукраїнське об'єднання «Свобода» та БПП «Солідарність» — по 1 депутатському місцю.
Головою громади обрали самовисуванця Петра Мельника, члена «Батьківщини», чинного голову Лугинської районної ради.
8 січня 2017 року відбулось повторне голосування в 24-му виборчому окрузі — депутатом було обрано позапартійного самовисуванця.
29 квітня 2018 року відбулись довибори депутатів ради громади на територіях, підпорядкованих колишнім Миролюбівській селищній, Великодивлинській, Жеревецькій, Кремненській, Топільнянській, Путиловицькій, Старосільській, Степанівській та Червоноволоцькій сільським радам Лугинського району Житомирської області, що доєднались до Лугинської селищної громади в червні та жовтні 2017 року. Було обрано 12 депутатів ради, з котрих 8 — самовисуванці, 2 представники Радикальної партії Олега Ляшка, та по 1-му — УКРОП та БПП «Солідарність».

### VI скликання
За результатами місцевих виборів 2010 року:
- Кількість мандатів: 30
- Кількість мандатів, отриманих за результатами виборів: 29
- Кількість мандатів, що залишаються вакантними: 1

#### За суб'єктами висування
| Суб'єкт висування                 | Кількість обраних депутатів | %    |
| --------------------------------- | --------------------------- | ---- |
| Самовисування                     | 10                          | 34,5 |
| Комуністична партія України       | 6                           | 20,7 |
| Народна партія                    | 6                           | 20,7 |
| Партія регіонів                   | 3                           | 10,3 |
| Соціалістична партія України      | 2                           | 6,9  |
| Партія Зелених України            | 1                           | 3,4  |
| Політична партія «Сильна Україна» | 1                           | 3,4  |

#### За округами
| № округу                          | Прізвище, ім'я, по батькові        | Дата визнання обраним | Освіта             | Партійна приналежність                  | Відомості про обраного депутата                                       |
| --------------------------------- | ---------------------------------- | --------------------- | ------------------ | --------------------------------------- | --------------------------------------------------------------------- |
| Комуністична партія України       |                                    |                       |                    |                                         |                                                                       |
| 2                                 | Борисюк Марина Леонідівна          | 03.11.2010            | вища               | позапартійна                            | Лугинськагімназія ім. Фількова, вчитель                               |
| 12                                | Дідок Ольга Андріївна              | 03.11.2010            | вища               | член Комуністичної партії України       | Лугинська СР, головний бухгалтер                                      |
| 20                                | Невмержицький Анатолій Миколайович | 03.11.2010            | вища               | член Комуністичної партії України       | другий секретар РКПУ, другий секретар РК КПУ                          |
| 21                                | Бовсуновський Іван Павлович        | 03.11.2010            | середня спеціальна | член Комуністичної партії України       | пенсіонер                                                             |
| 28                                | Мішук Іван Іванович                | 03.11.2010            | середня            | член Комуністичної партії України       | пенсіонер                                                             |
| 29                                | Климчук Ольга Костянтинівна        | 03.11.2010            | середня спеціальна | член Комуністичної партії України       | ДП «Лугинськийлісгосп», маркувальник                                  |
| Народна Партія                    |                                    |                       |                    |                                         |                                                                       |
| 6                                 | Золочевський Максим Володимирович  | 03.11.2010            | вища               | член Народної партії                    | Управлінняпенсійного фонду, головний спеціаліст з кадрів У ПФ України |
| 16                                | Пугаєв Андрій Миколайович          | 03.11.2010            | середня спеціальна | член Народної партії                    | Інженер ДП «Лугинськийлісгосп», провідний інженер                     |
| 17                                | Міщук Юрій Миколайович             | 03.11.2010            | вища               | член Народної партії                    | ДП"ЛугинсІ.КИЙлісгосп", провідпромисливствознавець                    |
| 22                                | Юрковський Юрій Миколайович        | 03.11.2010            | середня спеціальна | член Народної партії                    | ДП"Лугинськийлісгосп", начальниквиробництвавідділ V                   |
| 23                                | Небелас Надія Іванівна             | 03.11.2010            | середня спеціальна | член Народної партії                    | ДП " Лугинськийлісгосп ", гололовний економіст                        |
| 25                                | Швагер Олена Миколаївна            | 03.11.2010            | вища               | позапартійна                            | Управління пенсійного фонду, начальник УПФ України                    |
| Партія Зелених України            |                                    |                       |                    |                                         |                                                                       |
| 19                                | Гаєвський Олександр Миколайович    | 03.11.2010            | середня спеціальна | член Партії Зелених України             | загальноосвітня школа № 2, охоронець                                  |
| Партія регіонів                   |                                    |                       |                    |                                         |                                                                       |
| 5                                 | Свиридов Віктор Миколайович        | 03.11.2010            | вища               | член Партії регіонів                    | Лугинське РайДУ, начальник                                            |
| 13                                | Шмигельський Роман Петрович        | 03.11.2010            | вища               | член Партії регіонів                    | ЛугинськогоРайДУ, економіст                                           |
| 15                                | Невмержицький Володимир Іванович   | 03.11.2010            | вища               | член Партії регіонів                    | Лугинське РайДУ, інженер                                              |
| Політична партія «Сильна Україна» |                                    |                       |                    |                                         |                                                                       |
| 9                                 | Стужук Ірина Олександрівна         | 03.11.2010            | вища               | член Політичної партії «Сильна Україна» | райдержадміністрація, головний спеціаліст                             |
| Соціалістична партія України      |                                    |                       |                    |                                         |                                                                       |
| 8                                 | Кравчук Олександр Миколайович      | 03.11.2010            | вища               | член Соціалістичної партії України      | Селищна Рада, спеціа ліст                                             |
| 26                                | Трибушко Михайло Олександрович     | 03.11.2010            | середня спеціальна | позапартійний                           | КП «Лугинське», директор                                              |
| Самовисування                     |                                    |                       |                    |                                         |                                                                       |
| 1                                 | Медведська Зоя Василівна           | 03.11.2010            | вища               | позапартійна                            | селищна Рада, секретар                                                |
| 3                                 | Рудь Жанна Дмитрівна               | 03.11.2010            | вища               | позапартійна                            | Лугинськ агімназія ім. Фількова, вчитель                              |
| 4                                 | Ярошовець Сергій Іванович          | 03.11.2010            | вища               | позапартійний                           | Селищна рада, спеціаліст                                              |
| 7                                 | Старовойт Володимир Іванович       | 03.11.2010            | середня спеціальна | позапартійний                           | приватний підприємець                                                 |
| 10                                | Цамук Анатолій Євгенович           | 03.11.2010            | вища               | позапартійний                           | ЗаступникдиректораЛугинськагімназія ім. Фількова                      |
| 11                                | Дорошкевич Ярослав Олександрович   | 03.11.2010            | середня            | позапартійний                           | студент                                                               |
| 14                                | Берук Олександр Миколайович        | 03.11.2010            | вища               | позапартійний                           | РДЛВМ, лікар-епізоо толог                                             |
| 18                                | Вакульська Олена Тимофіївна        | 03.11.2010            | вища               | позапартійна                            | Відділ освіти, спеціаліст                                             |
| 24                                | Мольчиць Микола Васильович         | 03.11.2010            | вища               | позапартійний                           | тимчасово не працює                                                   |
| 27                                | Лукиша Олексій Васильович          | 03.11.2010            | середня спеціальна | член Аграрної партії України            | Лугинська селищна рада, спеціаліст — землевпорядник                   |

### Керівний склад попередніх скликань
| Прізвище, ім'я, по батькові      | Основні відомості                                                         | Суб'єкт висування | Дата обрання | Дата звільнення |
| -------------------------------- | ------------------------------------------------------------------------- | ----------------- | ------------ | --------------- |
| Броньковський Володимир Іванович | Селищний голова, 1951 року народження, член Соціалістичної партії України |                   | 26.03.2006   | 31.10.2010      |
| Шахматов Анатолій Валентинович   | Селищний голова, 1971 року народження, освіта вища, безпартійний          |                   | 31.10.2010   | 25.10.2015      |
| Шахматов Анатолій Валентинович   | Селищний голова, 1971 року народження, освіта вища, безпартійний          | Самовисування     | 25.10.2015   | 18.12.2016      |
| Мельник Петро Іванович           | Селищний голова, 1969 року народження, освіта вища, член ВО «Батьківщина» | Самовисування     | 18.12.2016   | 25.10.2020      |
| Мельник Петро Іванович           | Селищний голова, 1969 року народження, освіта вища, безпартійний          | «Слуга народу»    | 25.10.2020   |                 |

Примітка: таблиця складена за даними сайту Верховної Ради України

## Історія
Раду було утворено в 1923 році як сільську з містечком Лугини та селами Лугинки і Рудня-Лугинківська Лугинської волості Коростенського повіту в складі. 17 грудня 1926 року в підпорядкуванні ради перебували хутори Дубровка (Діброва Лугинська) та Шипуново, 1 жовтня 1941 року — слобода Трон.
В довіднику адміністративно-територіального устрою 1946 року на обліку значилися дві сільські ради — Лугинська Перша та Лугинська Друга (з с. Глухова в складі), котрі 11 серпня 1954 року були об'єднані (також Лугинківська сільська рада) в єдину сільську раду. 5 квітня 1951 року, відповідно до указу Президії Верховної ради Української РСР «Про ліквідацію Руднє-Вигранської сільської ради Лугинського району», до складу Лугинської Другої сільської ради підпорядковано села Рудня-Вигранка та Рудня-Гамарня ліквідованої Руднє-Вигранської сільської ради.
29 травня 1967 року рада набула статусу селищної. Тоді ж було підпорядковане с. Крупчатка. 17 квітня 1997 року до складу ради було включене с. Станційне.
Станом на 1 січня 1972 року селищна рада входила до складу Лугинського району Житомирської області, на обліку в раді перебували смт Лугини та села Глухова, Крупчатка і Лугинки.
До 30 грудня 2016 року — адміністративно-територіальна одиниця в Лугинському районі Житомирської області з територією 69,01 км², населенням — 5868 осіб (станом на 2001 рік) та підпорядкуванням смт Лугини, сіл Глухова, Крупчатка, Лугинки, Станційне.
Входила до складу Лугинського (7.03.1923 р., 8.12.1966 р.) та Олевського (30.12.1962 р.) районів.

### Населення
Кількість населення ради, станом на 1923 рік, становила 5 648 осіб, кількість дворів — 741.
Кількість населення ради, станом на 1931 рік, складала 2 190 осіб.
Відповідно до результатів перепису населення СРСР, кількість населення ради, станом на 12 січня 1989 року, становила 6 694 особи.
Станом на 5 грудня 2001 року, відповідно до перепису населення України, кількість мешканців селищної ради становила 5 868 осіб.